# Giovanni Giacomo Della Porta

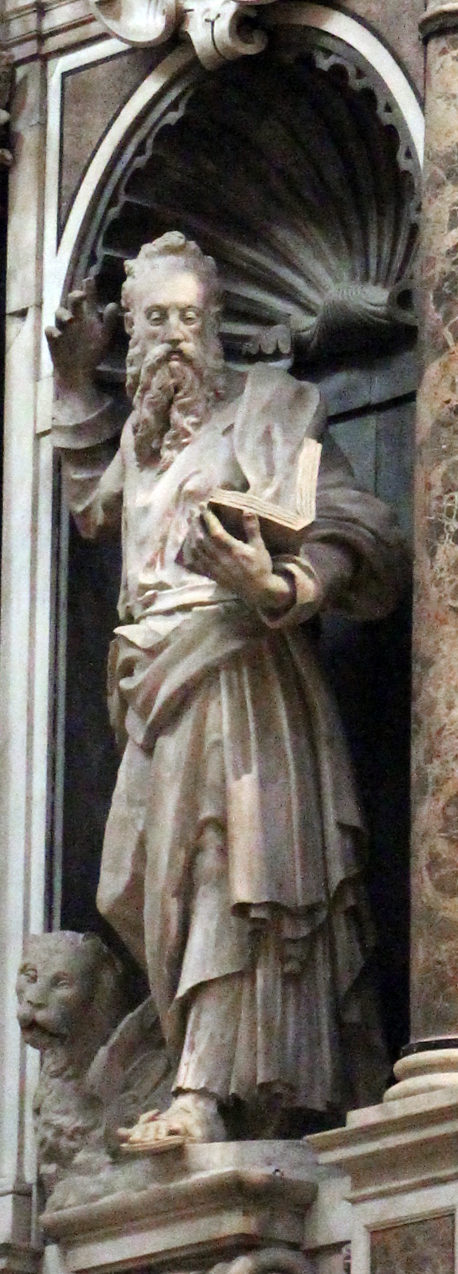
San Matteo, nel Duomo di Genova

Giovanni Giacomo Della Porta (Porlezza, 1485 – Genova, 1555) è stato uno scultore e architetto italiano.

## Biografia
Esponente della nota famiglia di artisti di Porlezza, nipote del Tamagnino, lavorò in principio tra Genova e Cremona. Nel secondo ventennio del Cinquecento fu, invece, architetto del Duomo di Milano. Dal 1531 ritornò a Genova, dove realizzò diverse opere, fra cui l'altare maggiore del Duomo di Genova
Alcuni autori, fra i quali il Vasari, gli hanno attribuito dei lavori compiuti nella Certosa di Pavia, in particolare per il sepolcro di Gian Galeazzo Visconti. Si tratterebbe, tuttavia, di notizia infondata, a causa della presenza, nel medesimo periodo, di un omonimo scultore.